# Laguna Colorada
La laguna Colorada (detta anche laguna rossa) è un lago salato caratterizzato da acque poco profonde, che si trova ad una altitudine di 4278 m nella parte sudoccidentale dell'altiplano della Bolivia all'interno della Riserva nazionale di fauna andina Eduardo Avaroa, in prossimità del confine con il Cile. Fa parte del gruppo di laghi salati conosciuti come Lagunas de colores.

## Caratteristiche
Nella parte nordorientale e sudorientale della laguna Colorada affiorano vari depositi di borace, il cui colore bianco contrasta con il colore arancio-rossastro delle sue acque, che deriva dalla deposizione di sedimenti rossi, dalla presenza di microorganismi e dalla pigmentazione di alcune alghe.
La laguna Colorada fa parte della zona umida di Los Lípez, inclusa dal 1990 nella lista delle zone protette dalla Convenzione di Ramsar. L'area complessiva del sito protetto è stata estesa il 13 luglio 2009 da 513,8 km² a 14.277,17 km² per includervi anche i vicini laghi endoreici, ipersalini e di acqua salmastra delle Ande noti come Lagunas de colores.

## Geografia
Situato ad una altitudine di 4278 m, le sue dimensioni sono di circa 10,7 km di lunghezza, 9,6 km di larghezza, con un perimetro costiero di circa 35 km e una superficie complessiva di 54 km². Ha una profondità media di soli 35 cm, mentre la profondità massima è di circa 1,5 m.

## Fauna
La laguna Colorada, con le sue acque ricche di minerali, è un importante sito di accoppiamento e riproduzione del fenicottero di James che qui è particolarmente abbondante, oltre che di altre specie meno diffuse quali il fenicottero delle Ande.

Panoramica della Laguna Colorada